# 2014年弗朗恰地震
2014年弗朗恰地震是指2014年11月22日发生于罗马尼亚东部的地震。震中位于罗马尼亚弗朗恰县（北纬45.86度，东经27.15度），震级为MW 5.6至5.7级，震源深度为32.0或35.0千米，最大烈度为Ⅴ（5）度。

## 震害情况
除震中所在的罗马尼亚外，保加利亚北部和摩尔多瓦城市基希讷乌均有震感。
受地震影响，震区的通讯系统在震后暂时中断。此外，位于弗朗恰县的4个社区的电力系统也被迫中断。加拉茨县北部的电力和自来水供应也暂时中断。
位于图尔恰的一座老建筑的表面受损。此外，一个被安装在6层公寓内的散热器坠落，砸伤了一位住在屋子里的人。在震中西北方向的福克沙尼，一座房屋的屋顶也因地震影响而坍塌，一条道路受损。